# Campeonato Catarinense de Futebol de 2009 - Divisão Principal
A Divisão Principal de 2009 contou com a participação dos 10 clubes. A FCF, após reuniões com os clubes catarinenses em 2008 decidiu diminuir o número de participantes do torneio para 10 em 2009, aumentando o número de rebaixados de 2 para 3 e diminuindo o número de asserções para 1.

## Equipes Participantes

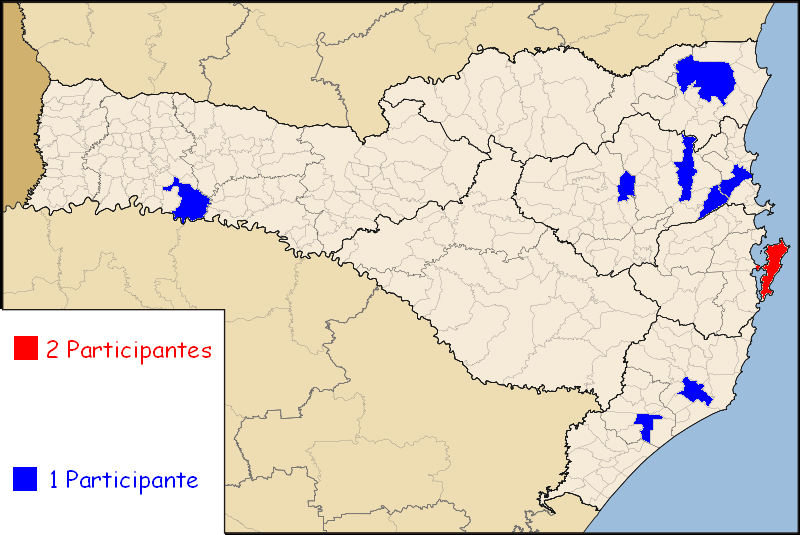
Mapa dos municípios participantes da Primeira Divisão

| Equipe        | Município     | Em 2008            | Estádio                            | Títulos           |
| ------------- | ------------- | ------------------ | ---------------------------------- | ----------------- |
| Atlético      | Ibirama       | 7º                 | Baixada                            | ---               |
| Atlético      | Tubarão       | 9º                 | Estádio Domingos Silveira Gonzales | ---               |
| Avaí          | Florianópolis | 3º                 | Ressacada                          | 13 títulos        |
| Brusque       | Brusque       | 12º, 1º (Especial) | Augusto Bauer                      | 1992              |
| Chapecoense   | Chapecó       | 8º                 | Arena Condá                        | 1977, 1996 e 2007 |
| Criciúma      | Criciúma      | 2º                 | Heriberto Hülse                    | 9 títulos         |
| Figueirense   | Florianópolis | 1º                 | Orlando Scarpelli                  | 15 Títulos        |
| Joinville     | Joinville     | 6º                 | Arena Joinville                    | 12 Títulos        |
| Marcílio Dias | Itajaí        | 5º                 | Hercílio Luz                       | 1963              |
| Metropolitano | Blumenau      | 4º                 | Complexo Esportivo Bernardo Werner | ---               |

## Regulamento

### Fórmula de disputa
O campeonato foi dividido em quatro fases distintas:
- Turno: As 10 equipes jogaram entre si todas contra todas apenas as partidas de ida. O clube que apresentou a maior pontuação ao final de 9 rodadas foi declarado Campeão do Turno e se classificou ao Quadrangular.
- Returno: Idêntico ao Turno, mas com os jogos de volta.
- Quadrangular: Juntaram-se aos campeões dos turnos as duas equipes com as maiores pontuações na soma das duas fases anteriores. Se o campeão do Turno foi o mesmo do Returno, o clube com a terceira maior pontuação ganha a classificação. Nessa fase os quatro classificados jogaram todos contra todos, no sistema de pontos corridos. As duas equipes que mais pontuaram nessa fase foram classificadas para a Final do Campeonato.
- Final: Nesta fase os dois clubes jogaram partidas de ida e volta e aquele que apresentou mais pontos na fase final, independente do saldo de gols, foi declarado Campeão Catarinense de 2009, se houve empate de pontos, o segundo jogo teve uma prorrogação de 30 minutos com o placar zerado e se esta não resolveu, o mandante do segundo jogo (aquele que apresentou maior pontuação nas 3 fases anteriores) foi considerado vencedor.

Observação: Ao início de cada fase, a pontuação de todas as equipes é zerada, a exceção se dá no Quadrangular, visto que os vencedores de cada turno iniciam esse período com um ponto (se o campeão do turno foi o mesmo do returno, este inicia com 2 pontos).

### Classificação final
A Classificação foi definida conforme as fases. O Campeão foi o vencedor da Final e o Vice-Campeão o perdedor da mesma. O terceiro e o quarto colocado foram, respectivamente, o terceiro e o quarto colocado do Quadrangular. As colocações seguintes foram definidas de acordo com a pontuação nas duas fases iniciais.
O campeão foi classificado para a Série D do campeonato brasileiro de 2009, se este já estava classificado para as séries A, B ou C o vice-campeão classificou-se, se este também já estava, a vaga seria repassada para o 3º colocado e assim por diante. O campeão e o vice-campeão foram classificados para a Copa do Brasil de 2010, caso um destes esteja classificado à Libertadores de 2010, a vaga foi repassada para o colocado seguinte e assim sucessivamente. Os dois últimos colocados foram rebaixados para a Divisão Especial do Campeonato Catarinense de 2010.

### Critérios de desempate
- Maior número de vitórias;
- Maior saldo de gols;
- Maior número de gols pró;
- Confronto direto, somente no caso de empate entre duas equipes;
- Menor número de cartões vermelhos recebidos;
- Menor número de cartões amarelos recebidos;
- Sorteio.

## Classificação do turno
| 1 | Criciúma            | 19 | 9 | 6 | 1 | 2 | 24 | 16 | +8  | 70,3 |
| 2 | Atlético de Ibirama | 18 | 9 | 5 | 3 | 1 | 16 | 9  | +7  | 66,6 |
| 3 | Joinville           | 16 | 9 | 5 | 1 | 3 | 16 | 9  | +7  | 59,2 |
| 4 | Brusque             | 15 | 9 | 4 | 3 | 2 | 13 | 10 | +3  | 55,5 |
| 5 | Chapecoense         | 13 | 9 | 4 | 1 | 4 | 19 | 16 | +3  | 48,1 |
| 6 | Avaí                | 13 | 9 | 3 | 4 | 2 | 12 | 11 | +1  | 48,1 |
| 7 | Figueirense         | 12 | 9 | 3 | 3 | 3 | 11 | 12 | -1  | 44,4 |
| 8 | Marcílio Dias       | 10 | 9 | 3 | 1 | 3 | 9  | 13 | -4  | 37,0 |
| 9 | Atlético Tubarão    | 4  | 9 | 1 | 1 | 7 | 8  | 24 | -16 | 14,8 |
| 10 | Metropolitano       | 4  | 9 | 0 | 4 | 5 | 8  | 16 | -8  | 14,8 |
| PG - pontos ganhos; J - jogos; V - vitórias; E - empates; D - derrotas; GP - gols pró; GC - gols contra; SG - saldo de gols; AP - aproveitamento em porcentagem |                     |    |   |   |   |   |    |    |     |      |

|  |                                                            |
|  | Classificação ao quadrangular, com 1 ponto de bonificação. |

## Classificação do returno
| 1 | Avaí                | 22 | 9 | 7 | 1 | 1 | 19 | 9  | +10 | 81,4 |
| 2 | Chapecoense         | 20 | 9 | 6 | 2 | 1 | 20 | 8  | +12 | 74   |
| 3 | Metropolitano       | 17 | 9 | 5 | 2 | 2 | 20 | 10 | +10 | 62,9 |
| 4 | Joinville           | 17 | 9 | 5 | 1 | 3 | 19 | 12 | +7  | 62,9 |
| 5 | Figueirense         | 15 | 9 | 4 | 3 | 2 | 16 | 15 | +1  | 55,5 |
| 6 | Atlético de Ibirama | 9  | 9 | 2 | 3 | 4 | 8  | 16 | -8  | 33,3 |
| 7 | Brusque             | 10 | 9 | 2 | 4 | 3 | 14 | 15 | -1  | 37   |
| 8 | Marcílio Dias       | 8  | 9 | 2 | 2 | 5 | 12 | 19 | -7  | 29,6 |
| 9 | Criciúma            | 7  | 9 | 2 | 1 | 6 | 21 | 24 | -3  | 25,9 |
| 10 | Atlético Tubarão    | 1  | 9 | 0 | 1 | 8 | 4  | 24 | -20 | 3,7  |
| PG - pontos ganhos; J - jogos; V - vitórias; E - empates; D - derrotas; GP - gols pró; GC - gols contra; SG - saldo de gols; AP - aproveitamento em porcentagem |                     |    |   |   |   |   |    |    |     |      |

|  |                                                            |
|  | Classificação ao quadrangular, com 1 ponto de bonificação. |

## Confrontos do turno e returno
|                     | AIB | ATU | AVA | BRU | CHA | CRI | FIG | JOI | MAD | MET |
| ------------------- | --- | --- | --- | --- | --- | --- | --- | --- | --- | --- |
| Atlético de Ibirama | —   | 2x0 | 4x2 | 1x1 | 2x1 | 1x0 | 1x0 | 2x1 | 1x1 | 1x4 |
| Atlético Tubarão    | 1x1 | —   | 0x2 | 0x3 | 0x1 | 2x3 | 1x2 | 0x2 | 0x2 | 4x3 |
| Avaí                | 3x1 | 0x0 | —   | 2x2 | 1x0 | 4x0 | 1x1 | 0x0 | 3x1 | 2x0 |
| Brusque             | 1x1 | 4x1 | 0x1 | —   | 3x3 | 4x3 | 1x0 | 3x0 | 1x1 | 1x0 |
| Chapecoense         | 2x0 | 5x2 | 5x1 | 4x1 | —   | 3x0 | 2x2 | 1x0 | 4x2 | 0x0 |
| Criciúma            | 2x1 | 4x1 | 4x2 | 1x1 | 5x2 | —   | 4x1 | 2x3 | 6x1 | 2x2 |
| Figueirense         | 1x1 | 4x0 | 1x1 | 0x0 | 3x2 | 5x4 | —   | 2x4 | 2x1 | 2x1 |
| Joinville           | 4x1 | 4x0 | 0x1 | 2x0 | 0x1 | 3x2 | 3x0 | —   | 3x0 | 4x1 |
| Marcílio Dias       | 0x2 | 3x0 | 0x2 | 2x0 | 0x2 | 2x0 | 0x1 | 4x1 | —   | 0x3 |
| Metropolitano       | 1x1 | 3x0 | 1x2 | 3x1 | 2x1 | 2x3 | 0x0 | 1x1 | 1x1 | —   |

- Jogos do Turno
- Jogos Do Returno

## Classificação Geral
| 1 | Avaí                | 35 | 18 | 10 | 5 | 3  | 30 | 20 | +10 | 64,8 |
| 2 | Chapecoense         | 33 | 18 | 10 | 3 | 5  | 39 | 24 | +15 | 61,1 |
| 3 | Joinville           | 32 | 18 | 10 | 2 | 6  | 35 | 21 | +14 | 59,3 |
| 4 | Figueirense         | 27 | 18 | 7  | 6 | 5  | 27 | 27 | 0   | 50,0 |
| 5 | Atlético de Ibirama | 27 | 18 | 7  | 6 | 5  | 24 | 25 | -1  | 50,0 |
| 6 | Criciúma            | 26 | 18 | 8  | 2 | 8  | 45 | 40 | +5  | 46,6 |
| 7 | Brusque             | 25 | 18 | 6  | 7 | 5  | 27 | 25 | +2  | 46,2 |
| 8 | Metropolitano       | 21 | 18 | 5  | 6 | 7  | 28 | 26 | +2  | 38,8 |
| 9 | Marcílio Dias       | 18 | 18 | 5  | 3 | 10 | 21 | 32 | -11 | 33,3 |
| 10 | Atlético Tubarão    | 5  | 18 | 1  | 2 | 15 | 12 | 48 | -36 | 9,2  |
| PG - pontos ganhos; J - jogos; V - vitórias; E - empates; D - derrotas; GP - gols pró; GC - gols contra; SG - saldo de gols; AP - aproveitamento em porcentagem |                     |    |    |    |   |    |    |    |     |      |

|  |                                                                |
|  | Classificação ao quadrangular por ser campeão de um dos Turnos |
|  | Classificação ao quadrangular índice Técnico.                  |
|  | Rebaixamento à Divisão Especial.                               |

## Quadrangular Semifinal

### Classificação do Quadrangular
| 1 | Avaí        | 11 | 6 | 3 | 1 | 2 | 9 | 7  | +2 | 55,5 | +1 |
| 2 | Chapecoense | 11 | 6 | 3 | 2 | 1 | 6 | 5  | +1 | 61,1 | 0  |
| 3 | Joinville   | 10 | 6 | 3 | 1 | 2 | 8 | 7  | +1 | 61,1 | 0  |
| 4 | Criciúma    | 2  | 6 | 0 | 2 | 4 | 6 | 10 | -4 | 11,1 | +1 |
| PG - pontos ganhos; J - jogos; V - vitórias; E - empates; D - derrotas; GP - gols pró; GC - gols contra; SG - saldo de gols; AP - aproveitamento em porcentagem; PB - Pontos de Bonifação |             |    |   |   |   |   |   |    |    |      |    |

|  |                        |
|  | Classificação à Final. |

### Classificação Geral
| 1 | Avaí        | 46 | 24 | 13 | 6 | 5  | 40 | 26 | +12 | 62,5 | +1 |
| 2 | Chapecoense | 44 | 24 | 13 | 5 | 6  | 45 | 29 | +16 | 61,1 | 0  |
| 3 | Joinville   | 43 | 24 | 13 | 3 | 8  | 43 | 28 | +15 | 59,7 | 0  |
| 4 | Criciúma    | 28 | 24 | 8  | 4 | 12 | 51 | 50 | +1  | 38,8 | +1 |
| PG - pontos ganhos; J - jogos; V - vitórias; E - empates; D - derrotas; GP - gols pró; GC - gols contra; SG - saldo de gols; AP - aproveitamento em porcentagem; PB - Pontos de Bonifação |             |    |    |    |   |    |    |    |     |      |    |

|  |                                               |
|  | Disputará a segunda partida da final em casa. |

### Confrontos
|             | AVA | CHA | CRI | JOI |
| ----------- | --- | --- | --- | --- |
| Avaí        | —   | 0-1 | 2x1 | 3x1 |
| Chapecoense | 1x0 | —   | 2x1 | 2x0 |
| Criciúma    | 2x3 | 0x0 | —   | 1-2 |
| Joinville   | 1x0 | 3x0 | 2x1 | —   |

- Jogos do Turno
- Jogos Do Returno

## Final
A Chapecoense teve a primeira partida jogada em casa, por pior desempenho em todo o campeonato.
| 1º | Avaí        | 3 | 2 | 1 | 0 | 1 | 3 |
| 2º | Chapecoense | 3 | 2 | 1 | 0 | 1 | 0 |
| PG - pontos ganhos; J - jogos; V - vitórias; E - empates; D - derrotas; GP - gols pró; GC - gols contra; SG - saldo de gols; PRO - Gols na Prorrogação |             |   |   |   |   |   |   |

|  |                                                          |
|  | Campeão Catarinense de 2009                              |
|  | Classificada à Série D do Campeonato Brasileiro de 2009* |

* A Chapecoense se classificou para a Série D, pois o Avaí já disputa a Série A.
| Campeão | Vice-Campeão | Jogo 1 | Jogo 2 | Prorrogação |
| ------- | ------------ | ------ | ------ | ----------- |
| Avaí    | Chapecoense* | 1x3    | 3x1    | 3x0         |

## Premiações
| Campeonato Catarinense de 2009 |
| ------------------------------ |
| Avaí 14º Título                |

### Individuais
| Prêmio Craque do Campeonato: | Prêmio 2º Craque do Campeonato: | Prêmio 3º Craque do Campeonato: | Prêmio Revelação do Campeonato: | Prêmio Melhor Dirigente: |
| ---------------------------- | ------------------------------- | ------------------------------- | ------------------------------- | ------------------------ |
| Marquinhos Santos            | Bruno Cazarine                  | Marcelo Silva                   | Medina                          | João Nílson Zunino       |

### Seleção do Campeonato
| Posição          | Jogador           | Clube               |
| Goleiro          | Eduardo Martini   | Avaí                |
| Lateral-direito  | Thoni             | Chapecoense         |
| Zagueiro         | Emerson           | Avaí                |
| Zagueiro         | Rafael Morisco    | Chapecoense         |
| Lateral-esquerdo | Badé              | Chapecoense         |
| Volante          | Marcus Vinícius   | Avaí                |
| Volante          | Cadu              | Chapecoense         |
| Meia             | Lenílson          | Atlético de Ibirama |
| Meia             | Marquinhos Santos | Avaí                |
| Atacante         | Marcelo Silva     | Joinville           |
| Atacante         | Bruno Cazarine    | Chapecoense         |
| Técnico          | Mauro Ovelha      | Chapecoense         |
| ---------------- | ----------------- | ------------------- |

## Principais Artilheiros
Atualizado em 13 de abril às 8:25 UTC-3
| Gols | Jogador        | Clube               |
| ---- | -------------- | ------------------- |
| 17   | Bruno Cazarine | Chapecoense         |
| 14   | Zulu           | Criciúma            |
| 13   | Marcelo Silva  | Joinville           |
| 10   | Acerola        | Metropolitano       |
| 10   | Lima           | Joinville           |
| 9    | Evando         | Avaí                |
| 9    | Kempes         | Criciúma            |
| 8    | Leandrão       | Atlético de Ibirama |
| 8    | Lenilson       | Atlético de Ibirama |

## Estatísticas
- O maior público do campeonato foi na final disputada no Estádio da Ressacada entre Avaí e Chapecoense. 14.498 pagantes assistiram a vitória do time da casa por 3 a 1 no tempo normal e 3 a 0 na prorrogação.

- A maior goleada do campeonato ocorreu no dia 11 de março de 2009, Criciúma 6 a 1 no Marcílio Dias, no Estádio Heriberto Hülse.